# Альберт из Монтекорвино
 Альберт из Монтекорвино  (1031, Мотта-Монтекорвино, Апулия или Нормандия — 5 апреля 1127, Мотта-Монтекорвино, Апулия) — святой Римско-Католической Церкви, епископ Апулии.

## Биография
Альберт родился во второй половине XI века в Нормандии. В детском возрасте Альберт вместе со семьёй переехал в Монтекорвино, Апулия. Позднее он стал епископом Монтекорвино. Будучи епископом ослеп, несмотря на это творил многочисленные чудеса.
Среди верующих приобрёл популярность как чудотворец.
День памяти в Католической Церкви — 5 апреля.